# Václav-Havel-Flughafen Prag

i8
i11
i13
Der Václav-Havel-Flughafen Prag, bis Oktober 2012 Flughafen Praha-Ruzyně, (IATA-Code: PRG, ICAO-Code: LKPR) ist der internationale Verkehrsflughafen der tschechischen Hauptstadt Prag und liegt bei Ruzyně im sechsten Prager Stadtbezirk, 15 km westlich des Stadtzentrums. Der offizielle Name des Flughafens gemäß der Flugsicherungsorganisation der Tschechischen Republik (Řízení letového provozu České republiky) ist Flughafen Praha/Ruzyně. Er befindet sich im Besitz des tschechischen Staates.
Eine Verlängerung der U-Bahn-Linie A bis zum Flughafen wurde mehrfach diskutiert, ebenso eine S-Bahn-Anbindung (siehe Esko Prag). Stattdessen sehen neuere Planungen bis 2029 den Ausbau der Bahnstrecke Praha–Chomutov mit einer Zweigstrecke zum Flughafen vor.

## Geschichte
Der zivile Luftverkehr in der Tschechoslowakei begann im Jahr 1919 auf dem eigentlich militärischen Flughafen in Prag-Kbely. Jedoch erreichte der Flughafen schnell seine Kapazitätsgrenzen, sodass die Regierung 1933 mit dem Bau eines zivilen Flughafens bei Ruzyně begann. Der Flughafen konnte am 5. April 1937 eröffnet werden und wurde im selben Jahr bei der Pariser Weltausstellung mit einer Goldmedaille ausgezeichnet. Das Flughafenareal erstreckte sich anfangs nur auf einer Fläche von 108 Hektar. In den folgenden zwei Jahren wurde es auf die dreifache Größe erweitert.
Am 16. März 1939 rief Adolf Hitler das Protektorat Böhmen und Mähren aus. Noch am selben Tag wurde der Flughafen von der deutschen Wehrmacht besetzt und ein Flugzeug der Luftwaffe landete. Die Luftwaffe richtete anschließend eine Schule für Bomberpiloten ein. Dadurch kam es zu häufigeren Bombenangriffen. Am 5. Mai 1945 wurde das deutsche Kommando zur Kapitulation aufgefordert. Die deutschen Soldaten verließen den Flughafen in der Nacht vom 7. auf den 8. Mai 1945. Am 8. Mai 1945 wurde damit begonnen, den Flughafen wieder auf den zivilen Betrieb vorzubereiten.

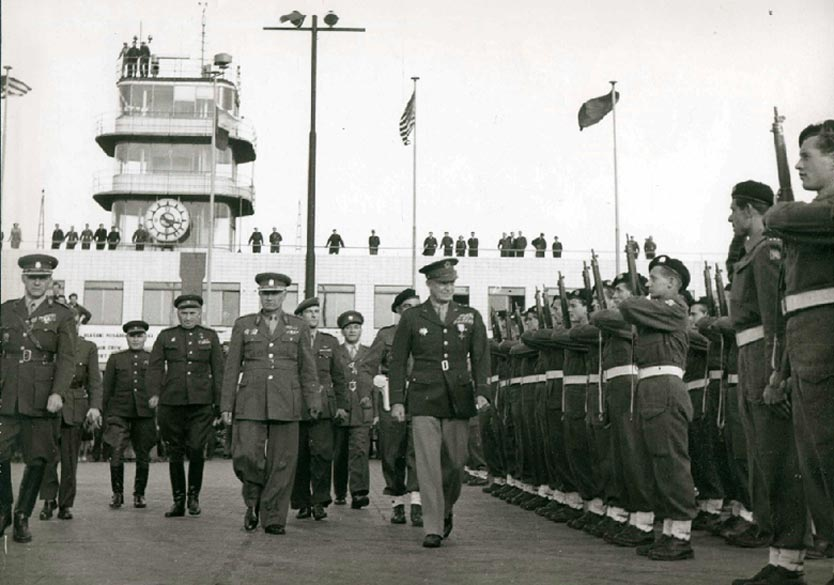
Dwight D. Eisenhower während des Empfangs vor dem alten Kontrollturm

Nach Kriegsende kamen viele Personen, die vor den Nationalsozialisten geflüchtet waren, über den Flughafen in die Tschechoslowakei zurück. Für kurze Zeit fanden noch militärische Transporte der Alliierten statt. Am 8. September 1945 landete Karl Hermann Frank in einer aus Frankfurt am Main kommenden Sondermaschine und wurde anschließend in das Gefängnis Pankrác gebracht. Am 12. Oktober desselben Jahres landete Dwight D. Eisenhower für einen Besuch der Stadt auf dem Flughafen.

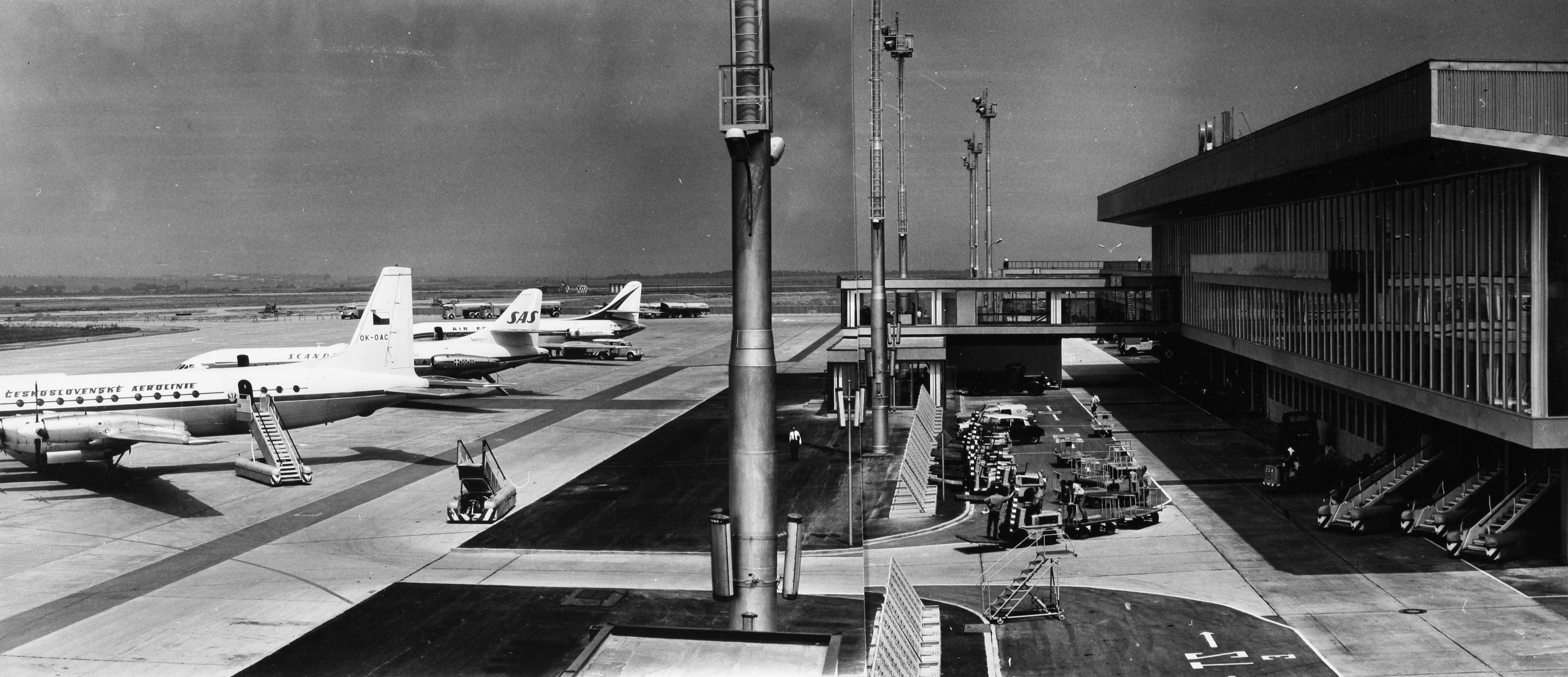
Das Terminal Nord am Tag seiner Eröffnung

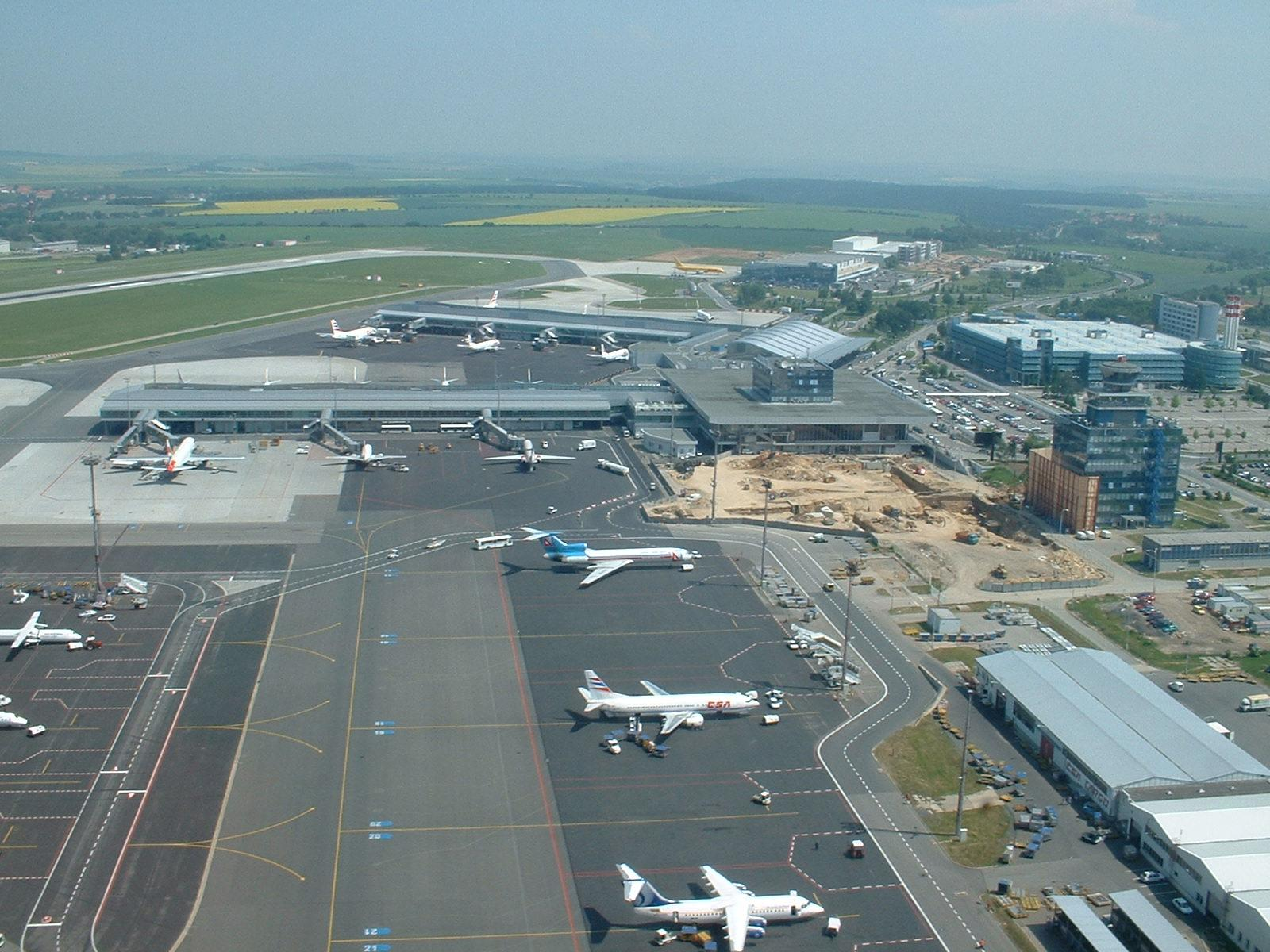
Flughafen Prag, 2003

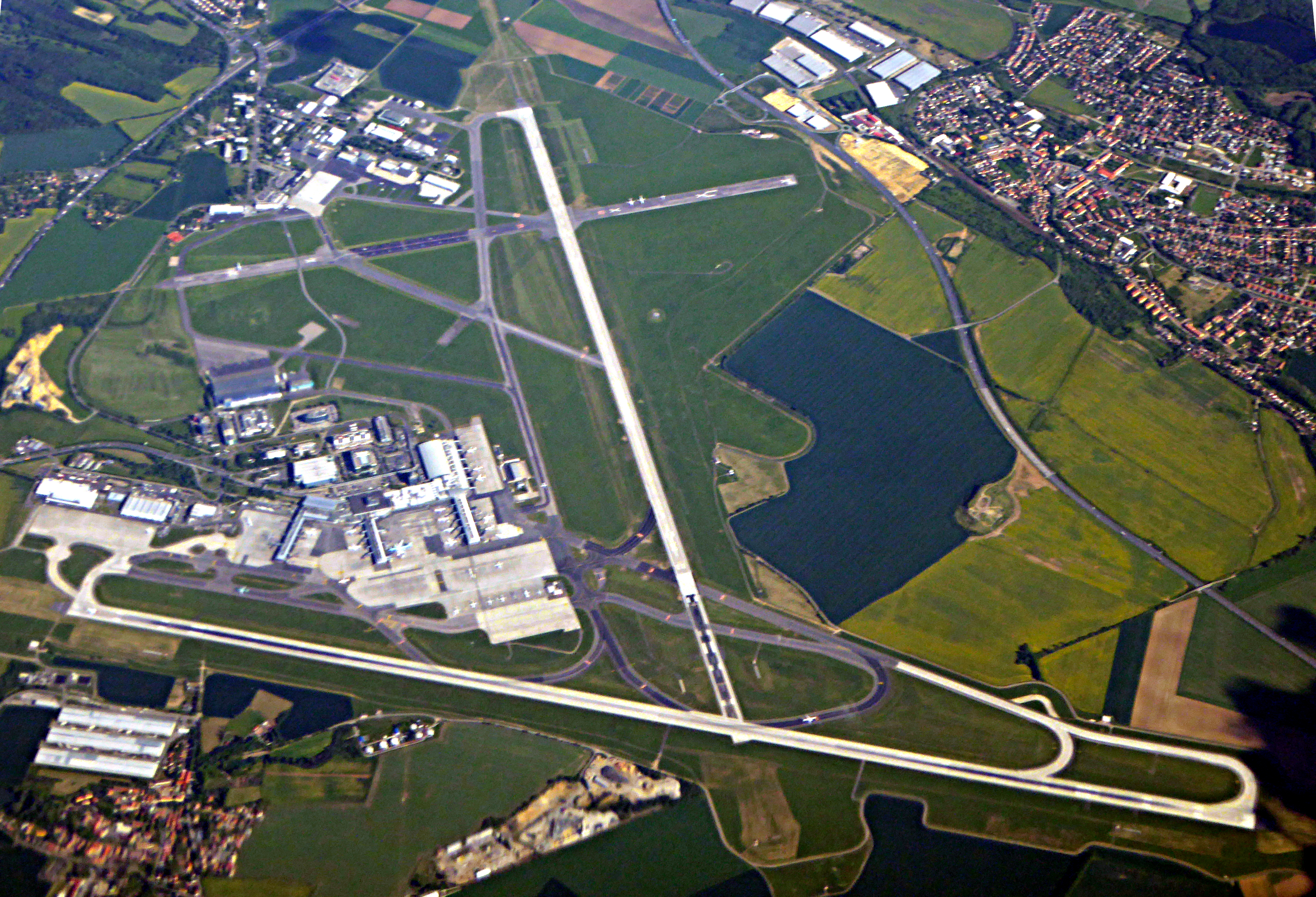
Luftbild

Im Zusammenhang mit der internationalen Entspannungspolitik der Tschechoslowakei in den 1960er Jahren stiegen die Verkehrszahlen an, was zusammen mit der steigenden Nutzung von größeren Bahnlängen und Platz beanspruchenden Strahlflugzeugen eine Erweiterung des Flughafens nötig machte. Von 1958 bis 1959 erfolgte deshalb eine vorläufige Verlängerung der Start- und Landebahn (SLB) 12/30 auf 2620 und später auf 3250 Meter.
Zwischen 1960 und 1968 erfolgte in mehreren Ausbaustufen die Errichtung eines neuen Gebäudekomplexes, dem heutigen Terminal Nord, mit Abstellflächen, Flugsicherungs-, Versorgungs- und Werftgebäuden, und eines neuen Bahnsystems mit Schwerpunkt auf der neuen Haupt-Start- und Landebahn 06/24 mit anfangs 3100 und später dann 3715 Metern Länge. Die älteren Bahnen 04/22 und 08/26 wurden anschließend nur noch als Nebenbahnen genutzt. Infolge der Ausbaumaßnahmen musste auch die Bahnstrecke Praha–Most 1966 neu trassiert werden. Sie führt seitdem in einem großen Bogen nordwestlich um den Flughafen herum. Lediglich ein kurzes Stück der ursprünglichen Trasse wird noch als Anschlussbahn für den Flughafen genutzt.
Beim Überfall der Armeen des Warschauer Paktes zur Niederschlagung des Prager Frühlings machte der zivile Ungehorsam der Belegschaft des Flughafens Schlagzeilen. Als die ersten sowjetischen Truppentransporter gelandet waren, ließ der Direktor am späten Abend des 20. August 1968 alle Schaltzentralen (für die Stromversorgung usw.) abschalten und legte so den Flugbetrieb lahm. Damit verhinderten die Flughafenmitarbeiter – zumindest für eine gewisse Zeit – die Landung weiterer Invasoren.
In den 1970er und 1980er Jahren gab es am Flughafen keine großen Erweiterungen. Aufgrund des Treibstoffmangels mussten Anfang der achtziger Jahre alle kürzeren Inlandsflüge eingestellt werden.
Nach der politischen Wende begann nach 1989 eine neue Bau- und Umbauwelle. Zuerst wurde das Abfertigungsgebäude renoviert und erweitert. 1997 wurde das Terminal Süd eröffnet. Am 17. Januar 2006 fand unter der Teilnahme des damaligen Staatspräsidenten Václav Klaus die Eröffnung des neugebauten Terminals Nord 2 statt.
Am 5. Oktober 2012 wurde der Flughafen von Praha-Ruzyně nach dem im Dezember zuvor verstorbenen Václav Havel benannt. An diesem Tag wäre er 76 Jahre alt geworden.
Im Mai 2016 wurde der Flughafen im Linienverkehr erstmals vom Airbus A380 angeflogen. Emirates setzte den A380 auf der Route nach Dubai ein.

## Lage und Verkehrsanbindung
Der Flughafen liegt rund 15 Kilometer westlich des Prager Stadtzentrums auf dem Gebiet des Stadtteils Ruzyně. Terminal 1 und 2 sind über die Anschlussstelle 30 der Dálnice 7 erreichbar, das GAT beziehungsweise Terminal 3 ist über die Anschlussstelle 28 ebenfalls an die D 7 angebunden. Südlich des Flughafens beginnt außerdem die Dálnice 6, welche durch ein Autobahnkreuz mit der D 7 verbunden ist.
Von der Metro-Station Nádraží Veleslavín (U-Bahn-Linie A) verkehrt tagsüber regelmäßig (alle 5 bis 10 Minuten) die Bus-Linie Nr. 59 bis zum Flughafen (tschechisch letiště), von der Metro-Station Zličín (Endstation der U-Bahn-Linie B) die Bus-Linie Nr. 100, die beide mit einem normalen Nahverkehrsticket benutzt werden können. Personen bis zu 14 Jahren und ab 65 Jahren fahren, wie im gesamten Prager ÖPNV, frei. Zudem fährt ab dem Prager Hauptbahnhof tagsüber halbstündlich der Airport-Express-Bus, für den ein spezieller Tarif gilt. Dieser wird aber, anders als die anderen Linien, in Kooperation mit den České dráhy betrieben; wodurch durch Kauf einer Bahnfahrkarte, sofern der Kauf an einem Schalter erfolgt, keine weitere Fahrkarte für den Flughafen-Bus erforderlich wird. Nachts wird der Flughafen von den Bus-Linien 907 und 910 angefahren.
Um die Buslinie 119 durch Oberleitungsbusse zu ersetzen, wurde im ersten Quartal des Jahres 2022 die Genehmigung für den Bau der Oberleitungen erteilt und es wurden 20 Doppelgelenkbusse vom Typ Solaris Trollino 24 erworben. Als Batterie-Oberleitungsbusse können sie größere oberleitungslose Strecken zurücklegen, so dass Oberleitungen nur auf etwa der Hälfte der Gesamtstrecke notwendig sind. Die Umstellung erfolgte zum 6. März 2024, sodass statt der Buslinie 119 seitdem die Oberleitungsbuslinie 59 zum Flughafen fährt.

## Infrastruktur

### Start- und Landebahn

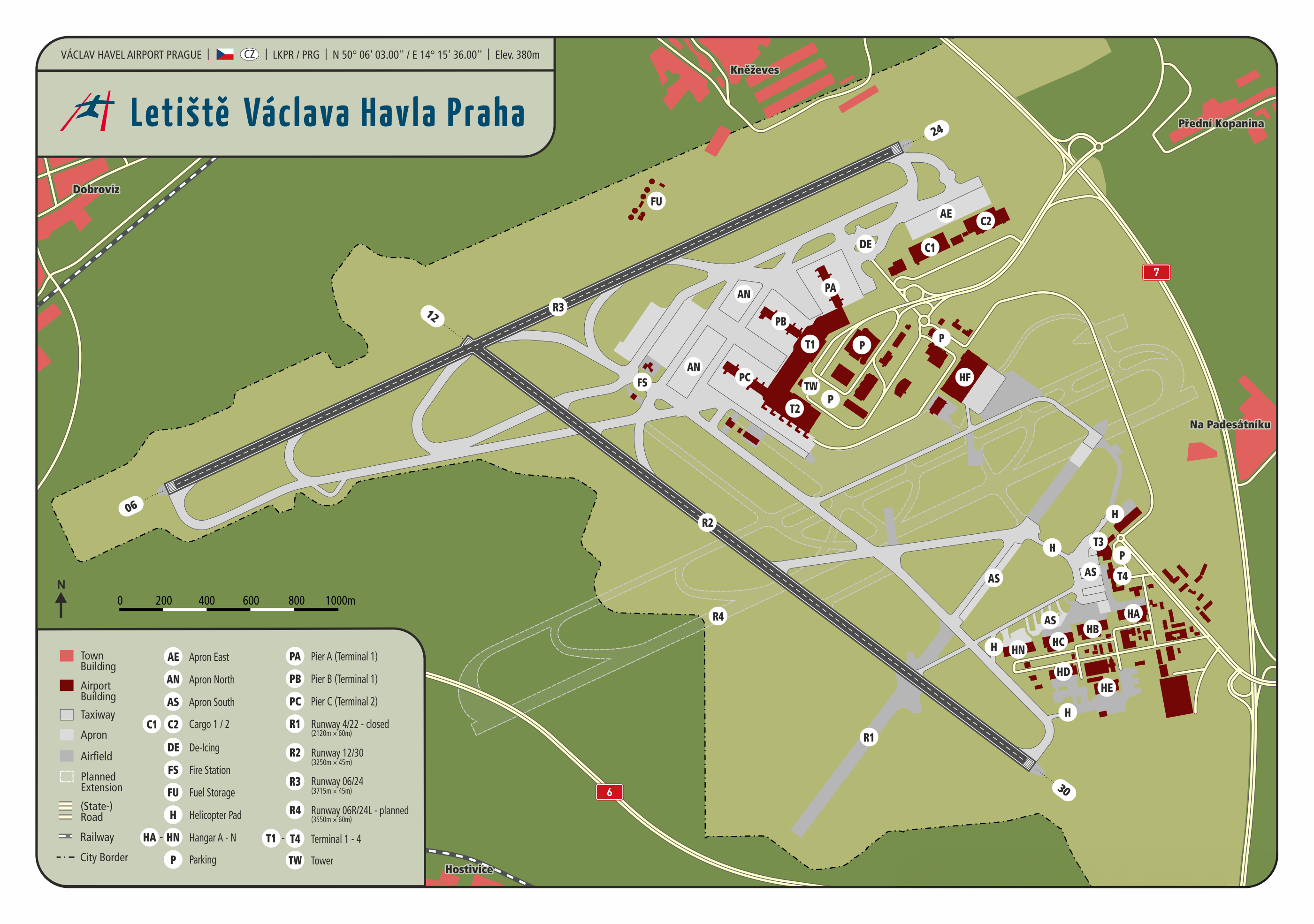
Lageplan des Flughafens Prag

Der Flughafen besitzt drei Start-/Landebahnen, jedoch ist eine davon geschlossen und dient als Abstellfläche für Flugzeuge. Die geschlossene Südostbahn 04/22 wurde ursprünglich 1937 als 950 m lange Grasbahn errichtet. 1977 wurde sie zuletzt erweitert, seitdem ist sie 2300 m lang und 60 m breit. Im Süden des Flughafengeländes kreuzt sie die 3250 m lange und 45 m breite Südwestbahn 12/30. Sie wurde 1937 als 800 m lange Grasbahn errichtet und ebenfalls zuletzt 1977 ausgebaut. Diese Bahn ist für Allwetterflugbetriebsstufe ILS CAT-I zugelassen. Im Nordosten des Flughafengeländes kreuzt sie die 3715 m lange und 45 m breite Nordwestbahn 06/24. Diese Bahn wurde 1963 mit einer Länge von 3115 m errichtet. Der letzte Ausbau erfolgte 1982. Mittlerweile ist sie die meistgenutzte Bahn am Flughafen und verfügt über eine Zulassung für die Allwetterflugbetriebsstufe ILS CAT-IIIb.
Außerdem ist der Bau einer weiteren Start- und Landebahn geplant. Sie soll neben der geschlossenen Bahn 04/22 gebaut werden und parallel zur Bahn 06/24 verlaufen. Dadurch soll die gleichzeitige Nutzung von zwei Start- und Landebahnen ermöglicht werden. Die Querwindbahn 12/30 soll im Anschluss geschlossen werden. Durch die COVID-19-Pandemie verzögerte sich die Umsetzung jedoch erheblich.

### Terminals

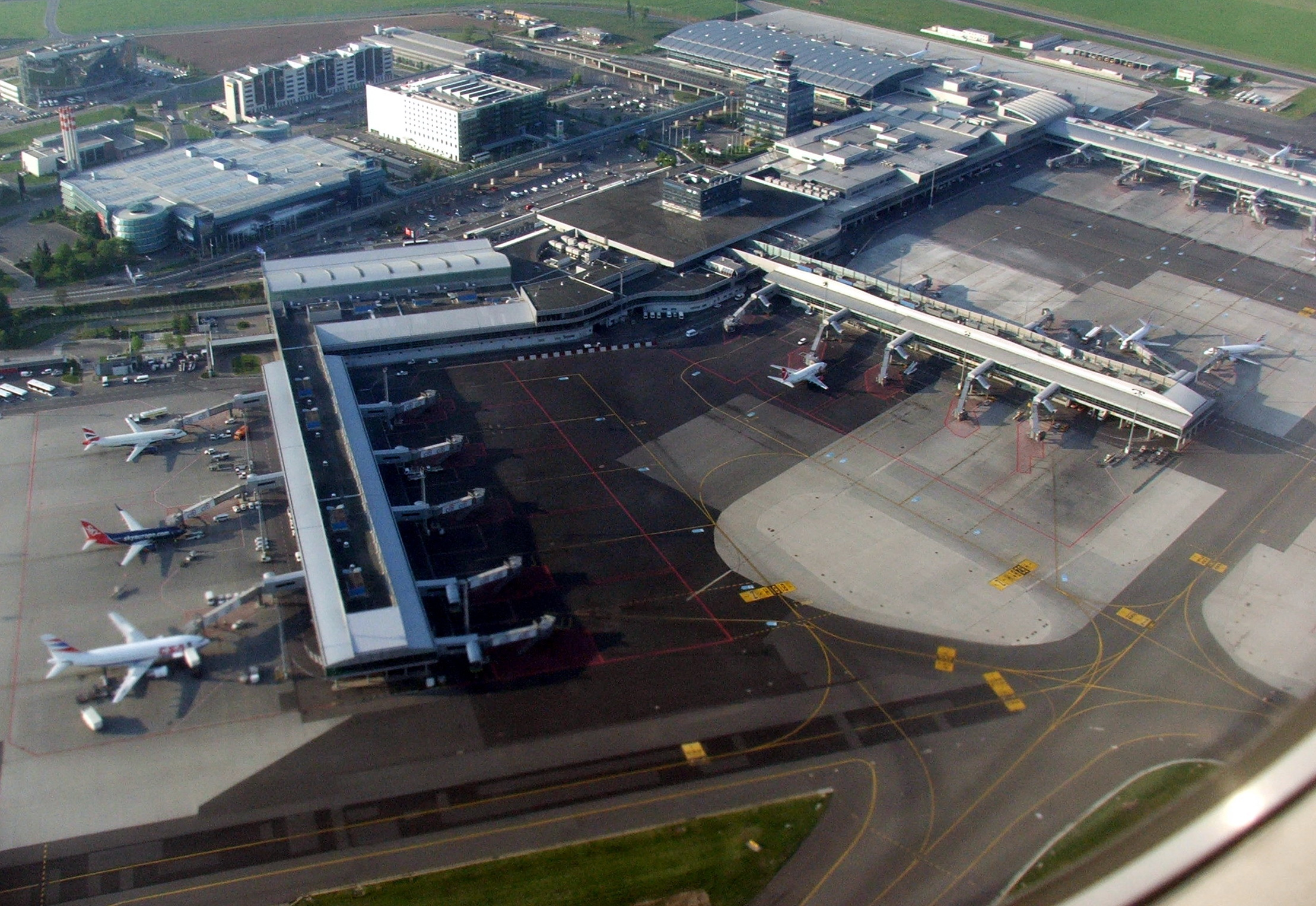
Terminal 1 befindet sich im Vordergrund, hinter dem Kontrollturm befindet sich Terminal 2

Die restliche Infrastruktur ist auf zwei Stellen auf dem Flughafengelände verteilt. Das für Regierungsflüge genutzte Terminal befindet sich zusammen mit dem Terminal 3 südöstlich der Bahn 04/22. Die Terminals 1 und 2 befinden sich auf der anderen Seite der Bahn 04/22 und östlich der Südwestbahn 12/30.
Das erste Terminal des Flughafens ging bei der Eröffnung des Flughafens im Jahr 1937 in Betrieb. Es wurde von dem Architekten Adolf Benš geplant und wurde bei der Weltfachausstellung Paris 1937 für seine Architektur mit einer Goldmedaille ausgezeichnet. Von 1937 bis zur Besetzung des Landes im Jahr 1939 wurde es zivil genutzt. Bis zur Befreiung des Landes im Jahr 1945 wurde es von der Deutschen Luftwaffe genutzt. Bis 1968 erfolgte wieder eine zivile Nutzung. Heute wird es vom tschechischen Verteidigungsministerium für Regierungsflüge genutzt.
1968 wurden die Linienflüge und die Charterflüge auf das neu errichtete Terminal Nord verlagert. Dieses ist heute Teil des 1997 errichteten Terminal 1. Im Terminal 1 werden alle Flüge in oder aus Nicht-Schengenstaaten abgefertigt. Die Fluggastbrücken sind auf die Piers A und B verteilt. Das Terminal hat eine Kapazität von 6,8 Millionen Passagieren pro Jahr.
Kurz nach dem Terminal 1 ging 1997 das Terminal 3 in Betrieb. Es wird vor allem von der allgemeinen Luftfahrt inklusive des Geschäftsflugverkehrs genutzt. Eine Ausnahme stellten jedoch die von Private Wings durchgeführten Flüge nach Braunschweig dar.
Zuletzt ging 2006 das Terminal 2 in Betrieb. In diesem werden alle Flüge aus dem bzw. in den Schengenraum abgefertigt. Die Fluggastbrücken befinden sich direkt am Terminal und am Pier C. Das Terminal hat eine Kapazität von 15,5 Millionen Passagieren pro Jahr.
Zwischen Terminal 1 und 2 befindet sich zudem ein Verbindungsgebäude mit einigen Geschäften und einer Aussichtsterrasse.

### Hangars
Czech Airlines Technics betreibt am Flughafen einen Wartungshangar, der 1969 fertiggestellt wurde und sich östlich von Terminal 1 befindet.

### Sonstige Einrichtungen

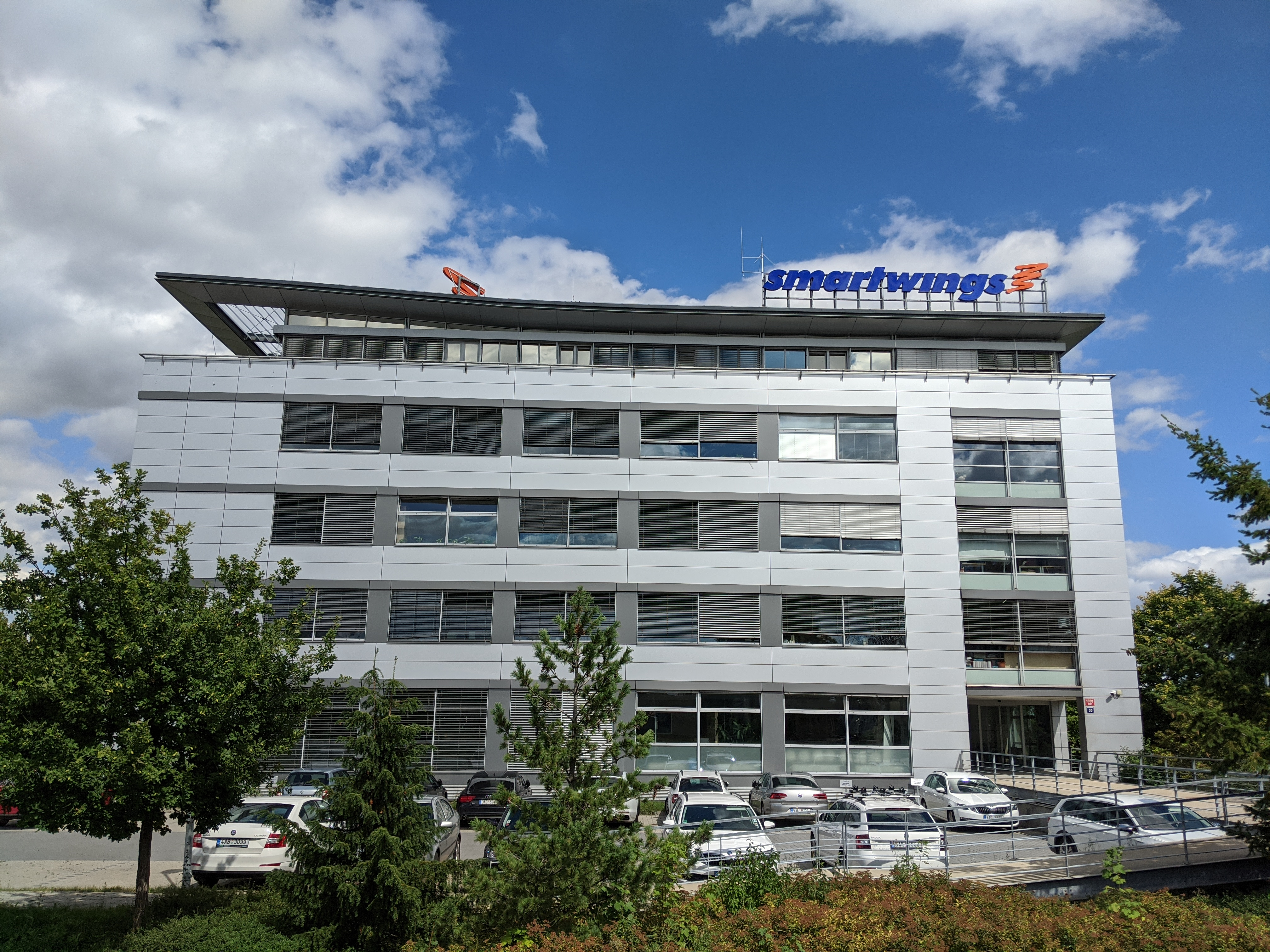
Die Zentrale der Smartwings

Hinter dem Verbindungsgebäude zwischen Terminal 1 und 2 befindet sich der Kontrollturm des Flughafens. Er nahm 1972 den Betrieb auf. Der alte Kontrollturm befindet sich auf dem Regierungsterminal.
Östlich von Terminal 2 befinden sich die Frachtterminals, diese haben eine Kapazität von 235.000 Tonnen im Jahr.
Smartwings hat seinen Hauptsitz am Flughafen, er befindet sich nördlich des Czech Airlines Technics-Wartungshangars.

## Fluggesellschaften und Ziele
Der Flughafen Prag ist der Heimatflughafen mehrerer Fluggesellschaften. Dies sind ABS Jets, Smartwings und Grossmann Jet Service. Außerdem sind zahlreiche ausländische Fluggesellschaften vertreten. Bedingt durch den Niedergang der Czech Airlines sind mittlerweile vor allem Billigfluggesellschaften von Bedeutung, so sind mit Smartwings, Ryanair, easyJet und Wizz Air vier der fünf nach Passagieren wichtigsten Fluggesellschaften Billigfluggesellschaften.
Es werden auch Linienflüge nach Afrika, Asien und Nordamerika angeboten. Jedoch entfällt ein Großteil des Passagieraufkommens auf innereuropäische Verbindungen.

## Verkehrszahlen
| Jahr | Passagiere | Flugbewegungen | Luftfracht (t) |
| ---- | ---------- | -------------- | -------------- |
| 2024 | 16.353.522 | 134.609        | 65.306,387     |
| 2023 | 13.828.137 | 118.046        | 43.856,164     |
| 2022 | 10.734.880 | 100.629        | 47.773,655     |
| 2021 | 4.388.826  | 61.194         | 61.401,678     |
| 2020 | 3.665.871  | 54.163         | 52.442,778     |
| 2019 | 17.804.900 | 154.777        | 81.768,140     |
| 2018 | 16.797.006 | 155.532        | 80.915,290     |
| 2017 | 15.415.001 | 148.223        | 81.879,598     |
| 2016 | 13.074.517 | 136.766        | 71.090,866     |
| 2015 | 12.030.928 | 128.018        | 50.595,299     |
| 2014 | 11.149.926 | 125.437        | 50.897,792     |
| 2013 | 10.974.196 | 128.633        | 51.902,062     |
| 2012 | 10.807.890 | 131.564        | 52.977,518     |
| 2011 | 11.788.629 | 150.717        | 62.688,977     |
| 2010 | 11.556.858 | 156.052        | 58.275,038     |
| 2009 | 11.643.366 | 163.816        | 42.476,207     |
| 2008 | 12.630.557 | 178.628        | 47.870,804     |
| 2007 | 12.436.254 | 174.662        | 55.179,554     |
| 2006 | 11.581.511 | 166.346        | 54.972,899     |
| 2005 | 10.777.020 | 160.213        | 51.730,450     |
| 2004 | 9.696.413  | 144.962        | 52.085,989     |
| 2003 | 7.463.120  | 115.756        | 41.439,783     |
| 2002 | 6.314.653  | 103.904        | 34.828,753     |
| 2001 | 6.098.742  | 97.542         | k. A.          |
| 2000 | 5.553.532  | 96.552         | k. A.          |
| 1999 | 4.822.763  | 89.615         | k. A.          |
| 1998 | 4.629.013  | 82.830         | k. A.          |
| 1997 | 4.359.962  | 80.659         | k. A.          |
| 1996 | 3.798.859  | 77.238         | k. A.          |
| 1995 | 3.211.460  | 68.623         | k. A.          |
| 1994 | 2.742.102  | 61.013         | k. A.          |
| 1993 | 2.325.033  | 57.050         | k. A.          |
| 1992 | 1.883.000  | 43.829         | k. A.          |
| 1991 | 1.527.000  | 43.346         | k. A.          |

### Verkehrsreichste Strecken
Die im Jahr 2024 verkehrsreichsten Strecken waren:
| Rang | Stadt     | Passagiere |
| ---- | --------- | ---------- |
| 1    | London    | 1.386.947  |
| 2    | Paris     | 723.480    |
| 3    | Amsterdam | 652.503    |
| 4    | Mailand   | 606.794    |
| 5    | Rom       | 535.925    |

| Rang | Staat                  | Passagiere |
| ---- | ---------------------- | ---------- |
| 1    | Vereinigtes Königreich | 2.112.350  |
| 2    | Italien                | 1.899.538  |
| 3    | Spanien                | 1.621.385  |
| 4    | Frankreich             | 981.366    |
| 5    | Türkei                 | 955.763    |

## Zwischenfälle
- Am 9. November 1946 ging in einer Douglas DC-3/C-47A-80-DL der tschechoslowakischen CSA (Luftfahrzeugkennzeichen OK-XDG) in der Warteschleife am Flughafen Prag-Ruzyne nach vier vergeblichen Anflugversuchen der Treibstoff aus. Es wurde eine Notlandung in einem Feld durchgeführt, wobei das Flugzeug irreparabel beschädigt wurde. Alle 18 Insassen, fünf Besatzungsmitglieder und 13 Passagiere, überlebten den Unfall; der Flugingenieur und der amerikanische Kapitän wurden verletzt.[32]

- Am 13. Februar 1947 stürzte eine Douglas DC-3/C-47A-DL der tschechoslowakischen CSA (OK-XDU) unmittelbar nach dem Start vom Flughafen Prag-Ruzyne ab. Die Maschine war nach der Übergabe von der USAAF dort überholt worden. Dabei waren durch das Wartungspersonal die Steuerkabel für das Höhenruder vertauscht wieder eingebaut worden. Alle 3 Besatzungsmitglieder, die einzigen Insassen auf dem Überführungsflug, wurden getötet (siehe auch Flugunfall der ČSA bei Kladno).[33]

- Am 4. Dezember 1948 schlug die linke Tragfläche einer Douglas DC-3/C-47A-1-DK der tschechoslowakischen CSA (OK-WDC) bei der Landung auf dem Flughafen Prag-Ruzyne auf der Landebahn auf. Dabei wurde das Flugzeug irreparabel beschädigt. Alle Insassen überlebten den Unfall.[34]

- Am 12. Januar 1954 stieg eine Douglas DC-3/C-47-A-1-DK der tschechoslowakischen CSA (OK-WDS) nach dem Abheben vom Flughafen Prag-Ruzyne so gut wie gar nicht, prallte gegen einen Schornstein in Hostivice, berührte Stromleitungen und stürzte etwa 500 Meter vom Flughafen entfernt ab. Alle 13 Insassen, vier Besatzungsmitglieder und 9 Passagiere, kamen ums Leben.[35]

- Am 19. Februar 1973 unterschritt eine aus Moskau-Scheremetjewo kommende Tupolew Tu-154 (CCCP-85023) der sowjetischen Aeroflot während des Anflugs auf die Landebahn 25 (heute Landebahn 24) den Gleitpfad und schlug 467 Meter vor der Bahn mit dem Bugrad zuerst auf dem Boden auf. Anschließend brach in dem Flugzeugwrack ein Feuer aus. Bei diesem CFIT (Controlled flight into terrain) wurden von den 100 Insassen 66 getötet, vier von 13 Crewmitgliedern und 62 von 87 Passagieren (siehe auch Aeroflot-Flug 141).[36][37]

- Am 30. Oktober 1975 zerschellte eine aus Tivat kommende Douglas DC-9-32 der jugoslawischen Inex-Adria Aviopromet (YU-AJO) beim Landeanflug acht Kilometer vor dem Flughafen an einem Hügel. Während des Unfallzeitpunkts herrschte Nebel mit Sichtweiten unter 1500 m; die voll funktionsfähige Maschine wurde unter die sichere Entscheidungshöhe und sogar unter die Flugplatzhöhe (das ist der höchste Punkt der Start- und Landebahnen[38]) geflogen. Bei diesem CFIT (Controlled flight into terrain) wurden von den 120 Flugzeuginsassen 75 getötet.[39]